# Verein zur Rettung Schiffbrüchiger in Ostfriesland

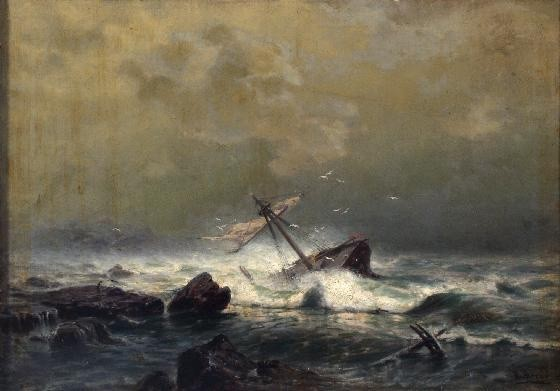
Schiffbruch an der Küste

Der Verein zur Rettung Schiffbrüchiger in Ostfriesland war der erste deutsche Rettungsverein, der sich aktiv der Rettung von Schiffbrüchigen widmete. Vier Jahre vor Gründung der Deutschen Gesellschaft zur Rettung Schiffbrüchiger (DGzRS) wurde der Verein 1861 in Emden von Georg Breusing (G.B.) gegründet, um an der ostfriesischen Küste und den vorgelagerten Inseln Rettungsstationen aufzubauen.

## Hintergrund
In den flachen Gewässern vor der ostfriesischen Nordseeküste strandeten regelmäßig Schiffe auf den Sandbänken des Wattenmeers und erlitten Schiffbruch. Unzählige Seeleute ertranken dabei, wenn es ihnen nicht aus eigener Kraft gelang, festes Land zu erreichen. Aufgrund der fatalistischen Einstellung der Küstenbewohner und des überlieferten Strandrecht-Denkens gab es nur wenige Initiativen, den Schiffbrüchigen zu Hilfe zu eilen. Für die Menschenrettung gab es keine Vorschriften und keine ideellen oder materiellen Anreize. Dagegen war die Aussicht auf Strandgut oder das Bergegeld, das seit Jahrhunderten genau festgelegt war und zu einem Teil dem Finder zustand, eine willkommene Einnahmequelle für die arme Küstenbevölkerung.
Hilfe für die in Not geratenen Schiffe und deren Besatzung konnte nur von Land aus erfolgen. Entgegen überlieferten Erzählungen war es keine Seltenheit, dass die Küstenbewohner den in Not befindlichen Menschen an Bord versuchten, Hilfe zu leisten. Meist waren es Fischer und Lotsen, die das vorgelagerte Revier gut kannten, die mit ihren einfachen Booten Rettungsversuche unternahmen. Doch die Furcht vor der eigenen Gefährdung verhinderte häufig die Rettungsbemühungen, denn es mangelte eher an den Möglichkeiten bzw. der entsprechenden Ausrüstung.
Durch den natürlichen Instinkt der Menschen zu gegenseitiger Hilfe und die Verbreitung christlichen Gedankenguts wurde die Seenotrettung vermehrt als notwendige Aufgabe angesehen und einer rechtlichen Regelung unterworfen. Ein erster zaghafter Versuch war der 1837 verfasste Beschluss im Königreich Hannover, zu dem Ostfriesland seit dem Wiener Kongress 1814/15 gehörte, zwei Rettungsboote zu beschaffen. Wegen der ungeklärten Finanzierung konnte nur ein Boot auf der Insel Norderney stationiert werden. Jedoch existieren keine Aufzeichnungen über einen geregelten Seenotdienst oder nennenswerte Einsätze.

## Gründung der Rettungsgesellschaft
Nachdem 1854 der Jurist Georg Breusing seinen Dienst als Oberzollinspektor in Emden angetreten hatte, beschäftigten ihn die Schiffskatastrophen vor der ostfriesischen Küste. Insgesamt verzeichnete man bis 1861 76 Strandungen mit 118 Opfern. Schon während seines ersten Jahres ereignete sich der besonders tragische Untergang der JOHANNE vor Spiekeroog, bei dem insgesamt 77 Auswanderer ums Leben kamen. Das starke Echo in der Presse führte zu Forderungen nach Einrichtung von Rettungsstationen, die aber nicht umgesetzt wurden.
Breusings Gedanken wurden unterstützt durch Zeitungsartikel des Navigationslehrers Adolph Bermpohl aus Bremen, der gemeinsam mit dem Advokaten Carl Kuhlmay unter anderem einen Aufruf zu Beiträgen für Errichtung von Rettungsstationen auf den deutschen Inseln der Nordsee verfasst hatte. Darin wurde die Errichtung von Rettungsstationen nach den Vorbildern aus England und Holland gefordert und die freiwillige Mitarbeit des ganzen Volkes beschworen. In beiden Ländern existierte schon seit 1824 ein organisiertes Rettungswesen an den Küsten der Nordsee.
Als Initialzündung kann der Untergang der Brigg ALLIANCE betrachtet werden, die 1860 vor Borkum auf Grund gelaufen war und neun Opfer forderte. Die Berichte über die mangelnde Hilfsbereitschaft durch die Inselbewohner führte wiederum zu öffentlicher Kritik in der gesamten norddeutschen Presse und der erneuten Forderung nach Rettungsstationen. Die bisherige Tatenlosigkeit der Obrigkeit bewegten Breusing, die Gedanken und Anregungen in die Tat umzusetzen, um möglichst bald in Seenot geratenen Menschen helfen zu können. Er gründete am 2. März 1861 in Emden den Verein zur „Rettung Schiffbrüchiger an den ostfriesischen Küsten“, später umbenannt in „…in Ostfriesland“. Damit war der Verein die erste Institution dieser Art auf deutschem Boden. Noch im gleichen Jahr wurde mit der systematischen Errichtung von Rettungsstationen begonnen. Nach den Stationen auf Langeoog und Juist folgten 1862 die Inseln Borkum, Norderney, Baltrum und Spiekeroog. Bis 1865 wurden auch am Festland unter anderem in Neuharlingersiel,  Carolinensiel und Horumersiel Rettungseinrichtungen gebaut und Rettungsboote beschafft.

## Weitere Entwicklung der Seenotrettung
Ebenfalls 1861 fand der Rettungsgedanke eine Fortsetzung mit der Gründung des „Hamburger Vereins zur Rettung Schiffbrüchiger“, dem bis 1865 weitere Vereine in Bremen, Kiel, Lübeck, Rostock, Stettin und Danzig folgten. Der Schriftleiter des Bremer Handelsblattes, Arwed Emminghaus, hatte 1863 den „Bremischen Verein zur Rettung Schiffbrüchiger“ ins Leben gerufen. Der studierte Jurist setzte sich publizistisch nachdrücklich für ein einheitliches Rettungswerk nationaler Prägung ein, wie es Adolph Bermpohl immer wieder gefordert hatte. Sein Vorbild war der 1854 erfolgte Zusammenschluss der englischen Vereine zur Royal National Lifeboat Institution (RNLI). Um eine weitere Zersplitterung der Vereine an den Küsten von Nord- und Ostsee zu verhindern, lud er zu einer Versammlung aller „Freunde des Rettungswesens an Deutschlands Küsten“ nach Kiel ein. Seiner Diplomatie und seinem Idealismus ist es zu verdanken, dass die entsandten Vertreter der Vereine am 29. Mai 1865 seinem Vorschlag zur Gründung der DGzRS zustimmten.
Mit dem Beitritt der bestehenden Vereine zur DGzRS wurden diese zu Bezirksvereinen innerhalb der Gesellschaft. Ausnahme waren zunächst noch die Vereine aus Ostfriesland und Hamburg, die sich durch eine Selbständigkeit mehr Einnahmen in ihrer Region versprachen. Der Anschluss des Emder Vereins erfolgte dann doch 1868.